# Orotelli
Orotelli (sardinsky: Orotèddi) je italská obec (comune) v provincii Nuoro v regionu Sardinie. Nachází se ve výšce 406 metrů nad mořem a má přibližně 1 900 obyvatel. Rozloha obce je 61,18 km².